# Lorna Chávez
Lorna Marlene Chávez Mata (nascida em 1959) é uma modelo e rainha de beleza da Costa Rica que venceu o Miss International 1980.
Ela venceu o concurso com 21 anos de idade, levando a coroa pela primeira vez para seu país.
Lorna já havia sido estudande de japonês na Universidade Sophia de Tóquio.

## Miss Internacional 1980
Lorna derrotou outras 41 concorrentes no concurso realizado no dia 4 de novembro em Tóquio, Japão, para levar a coroa de Miss Internacional 1980.
Além de levar a faixa principal, ela também venceu o prêmio de Melhor Traje Típico.